# Physiculus longifilis
Physiculus longifilis är en fiskart som beskrevs av Weber, 1913. Physiculus longifilis ingår i släktet Physiculus och familjen Moridae. Inga underarter finns listade i Catalogue of Life.